# وارتو طریان
وارتو طریان (به ارمنی: Վարթո Տերյան) با نام هنری لالا (زاده ۱۲۷۵ خورشیدی در تبریز - وفات ۱۳۵۳ خورشیدی در تهران) بازیگر و کارگردان تئاتر ایرانی ارمنی‌تبار بود. وی نخستین بانوی ایرانی است که نمایشنامه‌ای را کارگردانی کرده است. وی همچنین از اولین زنانی است که روی صحنه رفت.

## زندگی‌نامه
در سال ۱۲۷۵ خورشیدی (۱۸۹۶ میلادی) در شهر تبریز زاده شد. وارتو طریان پس از پایان تحصیلاتش در «مدرسه مختلط هایگازیان»، عازم سوئیس شد و در رشته تئاتر تجربه اندوخت، همزمان با تحصیل در سوئیس فن بیان را نیز فرا گرفت. پس از بازگشت به تهران به گروه تئاتر «انجمن دوستداران تئاتر» پیوست و ازدواج با آرتو طریان، به همراه همسرش در نمایش‌های متعددی به روی صحنه آمد و بیش از ۲۵ سال در این عرصه به فعالیت مستمر پرداخت.
آنها از ۱۹۱۴ میلادی فعالیت رسمی هنری خود را شروع کردند و در این مدت به دو هنرمند اصلی صحنه‌های نمایش ارمنیان تهران تبدیل شدند. از ۱۹۱۶ میلادی این زوج هنرمند بر روی صحنه‌های نمایش ارمنیان تهران ظاهر شدند. از ۱۹۲۳ تا ۱۹۳۲ میلادی تئاتر ارمنیان تهران فعالیت خود را با گروه‌های بسیاری ادامه داد. در این میان استودیو دراماتیک که آرتو طریان آن را اداره می‌کرد، جایگاه خاصی در بین جوانان تهرانی داشت.
در بهار سال ۱۳۰۷ آرتو طریان و همسرش رهسپار رشت شدند. ره‌آورد آنان برای هنردوستان رشت، نمایشنامه کمدی «مجسمه مرمری» یا «نیوبه» ترجمهٔ ورویر بود. در روز شنبه اول اردیبهشت ماه در سالن تئاتر آوادیس، این نمایشنامه در سه پرده به روی صحنه آورده شد.
ساعت هشت و نیم بعدازظهر روز دوم دی ماه ۱۳۱۳ (۱۹۳۳ میلادی) نمایشنامه «تهدید» اثر «فرونده» به کارگردانی وارتو طریان در سالن تئاتر نکوئی اجرا شد و با استقبال هنردوستان مواجه گردید وی برای به روی صحنه آوردن این نمایشنامه از هنرمندان «استودیو دراماتیک» سود برد.
خانم وارتو طریان استاد دکلمه بود و در جامعه باربد شعر «شمع و پروانه» سعدی شیرازی را اجرا کرد که بسیار مورد توجه قرار گرفت و جراید آن روزگار تهران در این مورد مطلبی نوشتند.
وارتو طریان استاد زبان فرانسه بود و در «دارالمعلمین تهران» زبان و ادبیات فرانسه تدریس می‌کرد.
وی در سال ۱۳۵۳ خورشیدی (۱۹۷۴ میلادی) در تهران بدرود حیات گفت.

## زندگی خصوصی
این زوج هنری (وارتو و آرتو) در سال ۱۲۹۹ خورشیدی صاحب دختری به نام آلنوش شدند که سال‌ها بعد به «مادر نجوم» و «بانوی اختر فیزیک ایران» ملقب گردید.

## افتخارات
وارتو تریان در نمایشنامه‌های فارسی بسیاری به نقش آفرینی پرداخت و بارها از سوی مجلات «ایران»، «اتحاد»، «ستاره ایران»، «ایران آزاد»، «قانون» و «مرکور دو فرانس» پاریس مورد تمجید و قرار گرفت.
کانون ایران جوان هم برای قدردانی از هنرنمائی خانم طریان یک جفت گلدان نقره به ایشان اهدا کرد که این عبارت بر روی آن حک شده: «تقدیم به مادام طریان از طرف ایران جوان»